# Bellas Fuentes
Bellas Fuentes es una localidad del estado mexicano de Michoacán. Es parte del municipio de Coeneo.

## Demografía
| Gráfica de evolución demográfica |
|                                  |

| Censo | Población |
| ----- | --------- |
| 1900  | 655       |
| 1910  | 1 054     |
| 1921  | 851       |
| 1930  | 731       |
| 1940  | 876       |
| 1950  | 1 461     |
| 1960  | 2 166     |
| 1970  | 1 556     |
| 1980  | 1 463     |
| 1990  | 1 417     |
| 2000  | 1 187     |
| 2010  | 1 104     |
| 2020  | 1 104     |